# Untersiggenthal
Untersiggenthal é uma comuna da Suíça, no Cantão Argóvia, com cerca de 6.242 habitantes. Estende-se por uma área de 8,36 km², de densidade populacional de 747 hab/km². Confina com as seguintes comunas: Brugg, Gebenstorf, Obersiggenthal, Stilli, Turgi, Würenlingen.
A língua oficial nesta comuna é o Alemão.